# Lac Grassy (Témiscamingue)
Pour les articles homonymes, voir Grassy.
Le lac Grassy est un plan d'eau douce de la municipalité de Moffet, dans la municipalité régionale de comté (MRC) de Témiscamingue, dans la région administrative de l'Abitibi-Témiscamingue, au Québec, au Canada. 

## Géographie
Le lac Grassy a une longueur de 7 km, une largeur de 1,8 km et couvre une superficie de km2. Sa surface est à une altitude de 263 m.
Ce lac comporte deux îles dont l’une à l’embouchure du lac, soit dans le passage Grassy. Ce passage est formé par une presqu’île de 1,3 km rattachée à la rive Sud-Est de la rivière des Outaouais, ainsi qu’une autre presqu’île de 0,4 km venant de la rive Nord et située en face de la première. Cette dernière presqu’île est rattachée à la rive Nord par un pont couvert bâti à même deux petites îles barant le passage Grassy.
Le lac compte aussi une presqu’île de 1,2 km s’étendant vers l’Est à partir de la rive Ouest du lac Grassy, et délimitant au Sud la Baie Dallaire. Une autre presqu’île de 2,8 km rattachée à la rive Nord-Est délimite la Baie Dallaire et le lac Simard (Témiscamingue).
L’embouchure du lac Grassy se situe à :
- 47,0 km au Nord-Est du lac Témiscamingue ;
- 67,8 km au Sud-Est de Rouyn-Noranda ;
- 35,1 km au Sud-Ouest du réservoir Decelles ;
- 31,0 km au Nord-Est de l’embouchure du Lac des Quinze.

Les principaux bassins versants voisins sont :
- côté nord : rivière des Outaouais, lac Beaudry, rivière Kinojévis ;
- côté est : rivière des Outaouais, lac Simard (Témiscamingue) ;
- côté sud : lac Simard (Témiscamingue), rivière Fraser, rivière Chevreuil, rivière Blondeau ;
- côté ouest : rivière des Outaouais, lac des Quinze.

La rivière Outaouais se déverse sur la rive nord-Ouest du lac Simard (Témiscamingue) (près de la "pointe de la Chasse-Galerie") et parcourt 6,7 km vers l'ouest en traversant le lac Grassy. En amont, les eaux de cette rivière proviennent du réservoir Decelles, situé à l'est du lac Simard (Témiscamingue). À partir de ce réservoir, en descendant, cette rivière s'alimente des rivières Darlens, Kinojévis et Roger.
Le lac Grassy s'avère une excroissance de la rivière des Outaouais. Le lac Grassy se déverse du côté Sud-Ouest. En coulant vers l'ouest, le courant traverse successivement les "des Quinze" et Témiscamingue.

## Toponymie
Le terme « Grassy » constitue un patronyme de famille d’origine anglais. La banque de noms de lieux de la Commission de toponymie du Québec compte plusieurs toponymes comportant le terme "Grassy".
La Commission de toponymie du Québec a officialisé cette désignation toponymique en 1973. Cet hydronyme n’apparait pas sur une carte de 1935 des comtés d'Abitibi et de Témiscamingue. Parfois, la graphie de cet hydronyme s’écrit Grassay.
Selon une hypothèse, la signification de cet hydronyme est associée à la présence d'herbes marines dans le lac et dans le passage du même nom. Sur la rive Nord du lac, le toponyme « Grassy Narrow » désigne un hameau situé à l'emplacement d'un ancien camp de bûcherons.
Le toponyme lac Grassy a été officialisé le 6 juin 1973 à la Banque des noms de lieux de la Commission de toponymie du Québec.